# Trastorno de estrés postraumático complejo
El Trastorno por Estrés Postraumático Complejo (TEPT-C) es un trastorno psicológico que ocurre como consecuencia de sufrir varios episodios traumáticos durante un período prolongado de tiempo, sobre todo durante la infancia, los cuales van mermando e imposibilitando el desarrollo neuronal normal de la persona. Es común que estos episodios traumáticos sigan ocurriendo durante la vida adulta. El TEPT-C está relacionado con el abuso sexual, emocional y psicológico prolongado, con la negligencia agravada durante la infancia, víctimas de secuestro, situaciones de acoso constante, esclavitud, explotación laboral, prisioneros de guerra, supervivientes de campos de concentración, desertores de cultos u organizaciones en forma de cultos; entre algunos ejemplos. De manera específica, todas aquellas situaciones que involucran cautiverio que se prolonga a lo largo de muchos años (una situación que carezca de una forma viable de salida o que la víctima lo perciba como tal) pueden generar síntomas de TEPT-C, los cuales incluyen sentimientos de terror, inutilidad, impotencia y una deformación en la propia identidad y del sentido del ser y de sí mismo.
Algunos investigadores afirman que el TEPT-C es distinto, pero similar, al TEPT, al trastorno de somatización, al trastorno de identidad disociativo y al trastorno límite de la personalidad, con la mayor diferencia siendo que distorsiona el núcleo de la identidad de la persona, y de forma muy particular en los casos cuando el trauma inicia durante la infancia y adolescencia y se perpetúa —entre mayor tiempo pase la víctima en este estado de "cautiverio físico, psicológico y/emocional" más probabilidades existen de desarrollar trastornos psiquiátricos graves, comórbidos y complejos, y limitantes biopsicosociales ligadas a éstos—. La primera vez que se describió fue en 1992 por Judith Lewis Herman en su libro Trauma & Recovery y el artículo conjunto. A pesar de que han existido periódicos que han publicado artículos sobre el TEPT-C, este término todavía no ha sido aceptado por la quinta edición del Manual diagnóstico y estadístico de los trastornos mentales (DSM-5) de la Asociación Americana de Psiquiatría (APA), pero sí está incluido en la decimoprimera edición de la Clasificación internacional de enfermedades (CIE-11) de la Organización Mundial de la Salud.

## Características

### Niños y adolescentes
El diagnóstico para el Trastorno de Estrés Postraumático sencillo, "TEPT sencillo", fue creado para tratar a adultos que habían sufrido un único trauma, como una violación o una experiencia traumática durante la guerra. Pero la situación de muchos niños (y adultos) es diferente. Estos pueden sufrir un trauma crónico, como abuso sexual continuado, maltrato físico, emocional y psicológico prolongado, una ruptura en su relación con su cuidador principal, además de otros traumas. En la mayoría de los casos es el cuidador primario del niño el causante del trauma. El diagnóstico del "TEPT sencillo" no tiene en cuenta cómo las etapas de desarrollo del niño pueden afectar al trauma y viceversa. Hoy en día no hay un diagnóstico apropiado para este trastorno, pero ya se ha sugerido utilizar, precisamente, el término “Trastorno de Estrés Postraumático Complejo” (de ahora en adelante especificado en este documento como TEPT-C), o bien, "Trastorno Traumático del Desarrollo". Este tipo de trauma puede hacer que los niños desarrollen otro tipo de enfermedades físicas y mentales.
Algunos traumas repetitivos durante la infancia causan síntomas que difieren de los descritos en el "TEPT sencillo”. Cook et al. describen síntomas y comportamientos característicos en siete dominios:
- Apego: “problemas con los límites personales, falta de confianza, aislamiento, dificultad para percibir y responder a los estados de ánimo de las personas...”.
- Biología: “problemas en el desarrollo sensitivo-motor, dificultades de integración sensorial, somatización y aumento de problemas médicos”.
- Regulación emocional y del afecto: “pobre regulación emocional, dificultad para identificar y expresar emociones y estados internos, y dificultades para comunicar necesidades y deseos”.
- Disociación: “amnesia selectiva, despersonalización y desrealización”.
- Control del comportamiento: “problemas en el control de los impulsos, agresividad, problemas para tranquilizarse y problemas de sueño”.
- Cognitivo: “problemas de atención, problemas en una variedad de funciones ejecutivas tales como planificación, juicio, iniciación, uso de materiales y autocontrol, dificultad para procesar nueva información, dificultad para concentrarse y para completar tareas, poca constancia a la hora de cumplir con los objetivos propuestos, problemas con el pensamiento “causa-efecto” y problemas en el desarrollo del lenguaje, como una brecha entre las habilidades de comunicación receptiva y expresiva”.
- Autoconcepto: “autobiografía narrativa fragmentada y desconectada, imagen corporal perturbada, baja autoestima, vergüenza excesiva y modelos internos negativos del ser”.

### Adultos
Los adultos con TEPT-C a menudo han experimentado traumas repetitivos y durante un período prolongado cuando eran niños, al igual que de adultos. La presencia del trauma a una edad temprana interrumpe el desarrollo normal del sentido de uno mismo en relación con los otros. Debido a que el daño emocional, sexual o físico, o la negligencia fue infligida por figuras de apego como padres, hermanos o parientes cercanos, estos individuos pueden sentir que hay algo intrínsecamente malo en ellos y que no se puede confiar en nadie.
Esto puede dar como resultado un modo de relacionarse con los demás en la vida adulta descrito como apego inseguro. El diagnóstico para el trastorno disociativo y el TEPT en el DSM-IV TR (2000) no incluía el apego inseguro como síntoma. Individuos con TEPT-C también han demostrado perturbaciones en la personalidad con riesgo de re-victimización.
Seis grupos de síntomas han sido sugeridos para el diagnóstico del TEPT-C:
- Alteraciones en la regulación del afecto y los impulsos
- Alteraciones en la atención y la conciencia
- Alteraciones en la percepción de uno mismo
- Alteraciones en las relaciones con otros
- Somatización
- Alteraciones en el sistema de valores[18]

Algunas experiencias en estas áreas pueden incluir:
- Dificultades para regular las emociones, incluyendo síntomas como la disforia persistente, ideación suicida, autolesionarse, furia explosiva o extremadamente inhibida (puede alternar entre ambas), sexualidad compulsiva o extremadamente inhibida (puede alternar).
- Variaciones en la conciencia, incluyendo amnesia selectiva (olvidar partes importantes del trauma), revivir experiencias (en forma de flashbacks, pensamientos o reviviendo las emociones sentidas durante el trauma) o sufrir de disociación.
- Cambios en la percepción de uno mismo, sentimientos crónicos de impotencia, vergüenza, culpa o estigma y sentirse completamente diferente de las demás personas.
- Cambios en la percepción del agresor, como atribuirle un poder absoluto, preocuparse por su relación con el agresor, idealización o incluso gratitud, buscar aprobación en el agresor, sentir que se tiene una relación especial con el agresor o aceptar la forma de pensar, los valores y la forma de racionalizar del agresor.
- Alteraciones en las relaciones con los demás, incluyendo aislamiento, desconfianza crónica, enfado y hostilidad hacia los demás, búsqueda repetida de un salvador, falta de relaciones íntimas e incapacidad para autoprotegerse.
- Falta o cambios en el sistema de valores, el cual incluye falta de fe o sentimientos de desamparo, impotencia, desesperanza y desesperación.
- Pérdida del sentimiento de realidad acompañado por sentimientos de terror y confusión (psicosis).

## Diagnóstico
El TEPT-C estuvo propuesto para formar parte en el DSM-IV, pero no fue incluido cuando se publicó en 1994. Tampoco fue incluido en el DSM-V. El "TEPT sencillo” sí está incluido en ambos.

### Diagnóstico diferencial

#### Trastorno por Estrés Postraumático
El Trastorno por Estrés Postraumático (TEPT) fue incluido en el DSM-III (1980), sobre todo debido a los largos números de veteranos de guerra estadounidenses de la Guerra de Vietnam que buscaban tratamiento por los efectos del estrés después del combate. En los 80, investigadores y psiquiatras dedujeron que el TEPT también podía formarse como secuela de traumas como el abuso sexual en la infancia o la violencia doméstica. Sin embargo, no tardaron mucho en darse cuenta de que el diagnóstico del TEPT fallaba cuando el abuso había sido prolongado, sobre todo cuando había sido en contra de niños por sus cuidadores durante las etapas de desarrollo de la infancia y la adolescencia. Era especialmente difícil tratar con estos pacientes con los métodos establecidos entonces.
Las descripciones del TEPT fallan a la hora de capturar las características clave del TEPT-C. Estos elementos incluyen: cautiverio, fragmentación psicológica, pérdida del sentimiento de seguridad, confianza y autoestima, al igual que tendencia a la revictimización: esto es, convertir a la persona nuevamente en víctima al atentar reiteradamente contra su integridad, autoestima o salud mental, normalmente por atribuirle la culpa del crimen que el agresor o agresores han cebado sobre ella; eximiendo así a quienes corresponde la culpa, en este caso los agresores, de hacerse cargo de las consecuencias de sus actos. Así sucede entonces una victimización secundaria (o revictimización), siendo esta la respuesta que da el sistema a una víctima. Más importante aún, y volviendo a la descripción del TEPT-C, existe en quienes lo padecen una pérdida grave del sentido de coherencia del ser: es esta pérdida, y el siguiente perfil de síntomas, lo que más diferencia al TEPT-C del TEPT.
El TEPT-C también se caracteriza por tener síntomas de un trastorno del apego, sobre todo apego inseguro o desorganizado. En el DSM-IV (1994), los trastornos disociativos y el TEPT no incluían el apego inseguro en sus criterios. Como consecuencia de este aspecto del TEPT-C, cuando los adultos con este trastorno se volvían padres y se enfrentaban a las propias necesidades de apego de sus hijos, podían tener dificultades a la hora de responder con sensibilidad al estrés de sus pequeños (como en las rutinas de separación, a pesar de las intenciones y el esfuerzo de los progenitores). Si bien la gran mayoría de supervivientes de abuso no maltratan a otros, esta dificultad a la hora de criar a los hijos puede tener graves repercusiones en el desarrollo social y emocional de los pequeños si los padres con esta condición y sus hijos no reciben el tratamiento necesario.
Por este motivo, se ha sugerido una diferenciación entre la categoría diagnóstica del TEPT-C y el TEPT. El TEPT-C describe mejor el impacto que tiene el trauma cuando este es crónico o repetitivo.

#### Duelo traumático
El duelo traumático o luto complicado son condiciones en las que ambos, el trauma y el duelo, coinciden. Hay enlaces entre el trauma y el duelo, ya que la pérdida de un ser querido es inherentemente traumática. Si el trauma pone en peligro la vida de la víctima, pero no ocasiona la muerte, entonces es más probable que el superviviente experimente síntomas del trastorno por estrés postraumático. Si una persona muere y el superviviente era cercano a esa persona, entonces es más probable que desarrolle síntomas del duelo. Si la muerte del ser amado fue repentina o violenta, entonces es más probable que aparezcan síntomas de ambos. Esto es normal en niños expuestos a violencia en su comunidad.
Para que el TEPT-C se manifieste la violencia debe  ocurrir de manera repetitiva y continuada en el tiempo mientras se está en condiciones de cautiverio, falta de control o falta de poder. Esto es común en los niños que experimentan violencia doméstica o violencia en la comunidad que ocasiona la muerte de amigos y seres queridos.

#### Teoría del apego y trastorno límite de la personalidad
El TEPT-C comparte síntomas con el TEPT y el trastorno límite de la personalidad. El siguiente texto de Bessel A. van der Kolk puede ayudar a entender mejor la relación entre el TEPT-C, la teoría del apego y el TLP:
Las interrupciones o distorsiones incontrolables de los lazos de apego preceden al desarrollo de síntomas de estrés postraumático. Las personas buscan apego en las situaciones de peligro. Los adultos, al igual que los niños, pueden desarrollar grandes lazos de apego con personas que les hostigan, golpean y/o amenazan. Este tipo de lazos llevan a la persona a confundir el dolor con el amor. El trauma puede llegar a repetirse en los niveles emocionales, conductuales, fisiológicos y neuroendocrinológicos. Esto puede llegar a causar una gran cantidad de sufrimiento social e individual.
Los investigadores afirman que el TEPT-C y el TLP son dos tipos de trastornos diferentes. Aquellos que sufren de TEPT-C no tienen miedo al abandono, no tienen patrones de relación inestables y no sufren de falta de empatía. El TEPT-C no es un trastorno de la personalidad, sino una reacción a un trauma.
En el libro Trauma and Recovery, Herman afirma que los pacientes con TEPT-C sufren un riesgo de ser mal diagnosticados como “dependientes” o “masoquistas”, y comparó esto con los diagnósticos de la histeria femenina del pasado. Aquellos que desarrollan TEPT-C lo hacen como resultado de haber sufrido un trauma en sus relaciones personales, habiendo tenido que adaptarse a ello para sobrevivir, por lo que las respuestas que aprendieron para lidiar con el trauma se vuelven automáticas (una reacción normal a una situación anormal).

#### Trastorno Traumático del Desarrollo(TTD) o Trauma del Apego Infantil
Los diagnósticos oficiales existentes en las clasificaciones de mayor uso a nivel internacional (DSM y CIE) no incluyen una categoría que represente adecuadamente las múltiples consecuencias de la exposición crónica al trauma interpersonal temprano. Sin embargo, los clínicos que atienden tanto a adultos como a niños y adolescentes desde una perspectiva psicotraumatológica notan que la profusión de síntomas de sus pacientes supera cualquier diagnóstico existente.
Un equipo de académicos liderado por el Dr. Bessel van der Kolk pidió al Field Trial del DSM-V la inclusión de un nuevo diagnóstico que podría arrojar luz a la complejidad de las presentaciones de niños expuestos a trauma crónico, el Trastorno Traumático del Desarrollo (TTD) que ha sido impulsado y avalado mundialmente por instituciones de adopción y familias de acogida, ya que han encontrado una mejor diagnosis y prognosis de niñas, niños y adolescentes que viven en centros de asistencia social o en procesos de adaptabilidad en familias de adopción o familias de acogida. 

## Tratamiento

### Niños
No está clara la utilidad que tienen las psicoterapias que se utilizan para tratar el TEPT en niños con TEPT-C. Esta área de diagnóstico y tratamiento requiere mucha precaución a la hora de lidiar con el TEPT-C. Ford y van der Kolk han sugerido utilizar el término Trastorno Traumático del Desarrollo (TTD). Para diagnosticar a alguien con TTD se requiere lo siguiente:
Debe tener un historial de exposición a traumas relacionados con problemas interpersonales en el desarrollo, como el abuso sexual, físico o emocional; violencia; pérdidas traumáticas u otros en los que haya habido una interrupción o traición por parte de los cuidadores del niño, lo cual es clave para los trastornos traumáticos de estrés complejos. Los diagnósticos, el tratamiento y los resultados están siempre relacionados.
El primer elemento biopsicosocial que debe abordarse es la relación que tenían o tienen los niños con su cuidador o sus cuidadores, ya que es esa relación en la mayoría de los casos la causante del abuso crónico, negligencia o maltrato que causa el TEPT-C o TTD. Esto tiene que implicar algún tipo de agencia de protección infantil, ya que así se puede ampliar el apoyo que se puede dar al niño.
Se han desarrollado un buen número de principios, evaluaciones e intervenciones prácticas, terapéuticas y éticas para tratar estos casos como las siguientes:
- Identificar y tratar las amenazas a la seguridad del niño o la familia es la primera prioridad.
- Crear un puente de relación con el niño para que él y su cuidador se sientan mejor y así crear beneficios para ambos.
- Diagnosticar, crear un plan de tratamiento y realizar un seguimiento de los resultados.
- Todas las fases del tratamiento deben tener como objetivo ayudar al niño a mejorar su autorregulación emocional, física y mental.
- Determinar con quién, cuándo y cómo abordar los recuerdos traumáticos para así tratarlos.
- Prevenir y manejar los problemas interpersonales y las crisis psicosociales.

### Adultos
Herman cree que la recuperación del TEPT-C ocurre en tres etapas:
1. Establecer un lugar seguro
2. Recordar y estar de luto por lo que se ha perdido y no volverá
3. Reconectar con la comunidad y con el mundo

Herman cree que uno solo puede mejorar si se tiene una relación sana con alguien y si esa relación interpersonal le da fuerza. Esta relación no tiene que ser romántica o sexual; puede ser una relación entre amigos, compañeros, conocidos o con un profesional.
Un trauma complejo lleva a una reacción compleja, que lleva a un tratamiento complejo. Por lo tanto, el tratamiento para el TEPT-C requiere un enfoque multidimensional. Se ha sugerido un tratamiento diferente para el TEPT-C del TEPT, el cual se centra más en los problemas que causan mayor deterioro funcional. Estos problemas incluyen falta de regulación emocional, disociación y problemas interpersonales. Estos son los seis componentes básicos sugeridos para el tratamiento del trauma complejo:
1. Seguridad
2. Autorregulación
3. Procesamiento de información de carácter autorreflexivo
4. Integración de experiencias traumáticas
5. Compromiso relacional
6. Mejora del afecto positivo

Se han sugerido múltiples tratamientos para el TEPT-C. Entre estos tratamientos se encuentran la terapia centrada en las emociones y la experimental, terapia de sistemas familiares internos, psicoterapia sensitivo-motora, terapia de desensibilización y reprocesamiento por movimientos oculares (EMDR), terapia dialéctica conductual (DBT), terapia cognitivo-conductual, terapia psicodinámica, terapia familiar y terapia de grupo. A inicios del siglo XXI se ha conformado la  especialización clínica de la Psicotraumatología para el tratamiento del trauma con modelos terapéuticos bioneuropsicológicos basados en la evidencia.

## Lecturas recomendadas
- Walker, Pete (2013-12-13). Complex PTSD: From Surviving to Thriving: A Guide and Map for Recovering from Childhood Trauma. CreateSpace Independent Publishing Platform. ISBN 9781492871842.
- Appleyard, K.; Osofsky, J. D. (2003). "Parenting after trauma: Supporting parents and caregivers in the treatment of children impacted by violence" (PDF). Infant Mental Health Journal. 24 (2): 111–125. doi:10.1002/imhj.10050.
- John Briere; Catherine Scott (30 August 2012). Principles of Trauma Therapy: A Guide to Symptoms, Evaluation, and Treatment. SAGE Publications. ISBN 978-1-4129-8143-9. Consultado el 29 de octubre de 2012.
- Ford, J. D. (1999). "Disorders of extreme stress following war-zone military trauma: Associated features of posttraumatic stress disorder or comorbid but distinct syndromes?". Journal of Consulting and Clinical Psychology. 67 (1): 3–12. PMID 10028203. doi:10.1037/0022-006X.67.1.3.

## Contribuciones
J. Helu ERP Instituto Politécnico Nacional U.N.A.D.M.